# أسفل الدور (المهرة)

تعديل مصدري - تعديل

اسفل الدور هي إحدى قرى مديرية حات التابعة لمحافظة المهرة، بلغ تعداد سكانها 53 نسمة حسب تعداد اليمن لعام 2004.